# Роберт Міллер
Роберт Міллер (англ. Bob Millar, 12 травня 1889, Пейслі — 26 лютого 1967, Стейтен-Айленд) — американський футболіст, що грав на позиції нападника, зокрема, за клуби «Сент-Міррен» та «Бетлегем Стіл», а також національну збірну США. По завершенні ігрової кар'єри — тренер.

## Клубна кар'єра
У футболі дебютував 1909 року виступами за команду клубу «Сент-Міррен», в якій провів два сезони. 
Своєю грою за цю команду привернув увагу представників тренерського штабу клубу «Дісстон» з Філадельфії, до складу якого приєднався 1912 року. Відіграв за них наступний сезон своєї ігрової кар'єри.
Протягом 1913—1914 років захищав кольори команди «Бруклін Філд Клаб».
1914 року уклав контракт з клубом «Бетлегем Стіл», у складі якого провів наступні два роки своєї кар'єри гравця. 
1916 року захищав кольори команд «Філадельфія Гіберніан» і «Аллентаун». 
З 1916 року два сезони захищав кольори команди «Бебкок і Вілкокс». 
Протягом 1918—1919 років знову захищав кольори «Бетлегем Стіл».
З 1919 року один сезон захищав кольори «Бруклін Тодд Шип'ярдс». 
Протягом 1920 року захищав кольори команд «Джей енд Пі Коатс» і «Ері». 
З 1921 року знову повернувся до «Бруклін Тодд Шип'ярдс». 
Згодом з 1921 по 1923 рік грав у складі «Джей енд Пі Коатс», «Фолл-Ривер Марксмен» та «Нью-Йорк Філд Клаб».
З 1923 року два сезони захищав кольори «Нью-Йорк Джаєнтс».  Більшість часу, проведеного у складі «Нью-Йорк Джаєнтс», був основним гравцем атакувальної ланки команди.
З 1925 року два сезони захищав кольори «Індіана Флоринг».  Граючи у її складі також здебільшого виходив на поле в основному складі команди. Був одним з головних бомбардирів команди, маючи середню результативність на рівні 0,51 голу за гру першості.
Протягом 1927—1928 років захищав кольори «НьюНью-Йорк Нешнелз».
Завершив професійну ігрову кар'єру у клубі «Нью-Йорк Джаєнтс», у складі якого вже виступав раніше. Прийшов до команди 1928 року, захищав її кольори до припинення виступів на професійному рівні протягом року.
| Дата      | Місто    | Господарі       | Результат | Гості           | Турнір           | Голи | Примітки |
| --------- | -------- | --------------- | --------- | --------------- | ---------------- | ---- | -------- |
| 27-6-1925 | Монреаль | Домініон Канада | 1 – 0     | США             | товариський матч | -    |          |
| 8-11-1925 | Бруклін  | США             | 6 – 1     | Домініон Канада | товариський матч | -    |          |
| Усього    |          | Матчів          | 2         |                 | Голів            | 0    |          |

## Кар'єра тренера
Розпочав тренерську кар'єру, ще продовжуючи грати на полі, 1925 року, очоливши тренерський штаб клубу «Індіана Флоринг».
Протягом тренерської кар'єри також очолював команди клубів «Нью-Йорк Нешнелз» та «Ньюарк Скітерс».
Вінцем тренерської кар'єри Міллера була збірна США, головним тренером якої він був з 1928 по 1930 рік. 
На чемпіонату світу 1930 року в Уругваї виборов разом зі збірною США бронзові нагороди.
Помер 26 лютого 1967 року на 78-му році життя у місті Стейтен-Айленд.

## Титули і досягнення
- Бронзовий призер чемпіонату світу: 1930